# Bukovo, Plovdiv
Bukovo (în bulgară Буково) este un sat în comuna Părvomai, regiunea Plovdiv,  Bulgaria. 

## Demografie
Componența etnică a satului Bukovo
     Bulgari (10,36%)
     Turci (88,94%)
     Nicio identificare (0,69%)
     Altele (0%)
La recensământul din 2011, populația satului Bukovo era de 434 locuitori. Din punct de vedere etnic, majoritatea locuitorilor (88,94%) erau turci, cu o minoritate de bulgari (10,36%). Pentru 0,69% din locuitori nu este cunoscută apartenența etnică.